# Sede (distrito de Santa Maria)
Sede, Cidade, ou mesmo Santa Maria, é a denominação para o 1º distrito administrativo do município brasileiro de Santa Maria, no Rio Grande do Sul. Localiza-se na porção norte do município. No distrito da Sede está localizado o Centro de Santa Maria.

## História
Distrito criado com a denominação de Santa Maria da Boca do Monte, pela lei provincial nº 6, de 17 de novembro de 1837, portanto, ainda pertencente ao município de Cachoeira do Sul. 
Em 1982 o distrito tem a sua primeira divisão oficial em bairros, em 1986 são feitas pequenas mudanças. Porém, foram criados bairros avulsos antes de 1982, como é o caso do Bairro Roberto Holtermann que fora criado em 1961, e hoje é uma unidade residencial do bairro Nossa Senhora de Fátima com o nome de Vila Holtermann.

## Ligações Externas
- Site oficial da Prefeitura de Santa Maria